# Parabola (görbe)

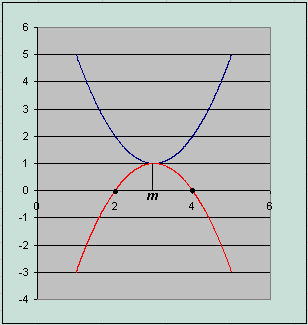
Parabola

A parabola (a görög παραβολή-ből) egy kúpszelet, amit úgy kaphatunk, ha a körkúp-felületet egy, a kúp alkotójával párhuzamos síkkal metsszük. Másik definíciója szerint a síkban egy adott ponttól (fókuszpont vagy gyújtópont) és egy, ezen a ponton át nem menő egyenestől (direktrix, vezéregyenes) egyenlő távolságra levő pontok mértani helye.
Különleges eset az, amikor a metszősík a kúpfelület érintősíkja. Ebben az esetben a parabola metszésvonal egyenessé fajul.

## Definíciók és áttekintés

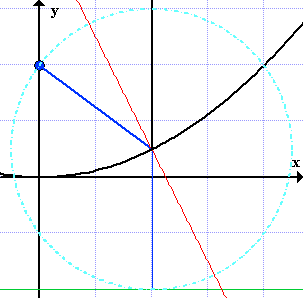
A parabola, mint tükör, a fókusz, a direktrix (zöld) és a vezérsugarak (kék)

### A parabola egyenletei
Descartes-féle koordináta-rendszerben egy, az y tengellyel párhuzamos tengelyű parabolának egyenlete, melynek csúcsa (h, k), fókuszpontja (h, k + p) és direktrixe y = k – p, ahol p a fókusz távolsága a csúcstól:
{\displaystyle (x-h)^{2}=4p(y-k)\,}
vagy:
{\displaystyle (y-k)={\frac {1}{4p}}(x-h)^{2}\,}
Általánosabban: a parabola olyan görbe, mely a Descartes-féle derékszögű koordináta-rendszerben az alábbi alakú egyenlettel definiálható:
{\displaystyle Ax^{2}+Bxy+Cy^{2}+Dx+Ey+F=0\,}
ahol {\displaystyle B^{2}=4AC\,}, az összes együttható valós, A és C nem zéró, és ahol több, mint egy megoldás, mely egy (x, y) pontpárt definiál a parabolán, létezik. Az egyenlet nem redukálható, ez azt jelenti, hogy az egyenlet nem szorzata két szükségszerűen független lineáris tényezőnek.

### Más geometriai definíciók
A parabolát úgy is lehet definiálni, hogy az egy olyan kúpszelet, melynek excentricitása 1. Ennek következményeképpen minden parabola hasonló egymáshoz. A parabola úgy is meghatározható, hogy azoknak az ellipsziseknek a határesete, melyeknek egyik fókuszpontja rögzített, a másik fókuszt pedig tetszőleges távolságba mozdítjuk el. Ebben az értelemben parabola ellipszisként fogható fel, melynek egyik fókusza a végtelenben van. A parabola a kardioid inverz transzformáltja.
A parabolának egyetlen tükörtengelye van, mely a fókuszán halad át és merőleges a direktrixére. A parabola és tengelye metszéspontját a parabola csúcsának nevezik. Ha a parabolát megforgatjuk tengelye körül, a súrolt felület a forgási paraboloid.

### Egyenletek
Az egyenletekben szereplő jelölések: (h, k) a parabola csúcspontja, p a csúcspont és a fókuszpont közötti távolság (ha a csúcspont a fókusz alatt van vagy, ami ugyanezt jelenti, a direktrix felett, akkor p pozitív egyébként p negatív, hasonlóan vízszintes parabola-tengely esetén p pozitív, ha a csúcspont balra van a fókusztól, vagy ami ugyanazt jelenti, jobbra a direktrixtől.

#### Descartes-féle koordináta-rendszer

##### Függőleges szimmetria-tengely
{\displaystyle (x-h)^{2}=4p(y-k)\,}
{\displaystyle y=a(x-h)^{2}+k\,}
{\displaystyle y=ax^{2}+bx+c\,}
{\displaystyle {\mbox{ahol }}a={\frac {1}{4p}};\ \ b={\frac {-h}{2p}};\ \ c={\frac {h^{2}}{4p}}+k;\ \ }
{\displaystyle h={\frac {-b}{2a}};\ \ k={\frac {4ac-b^{2}}{4a}}}.
Paraméteres egyenletek:
{\displaystyle x(t)=2pt+h;\ \ y(t)=pt^{2}+k\,}

##### Vízszintes szimmetria-tengely
{\displaystyle (y-k)^{2}=4p(x-h)\,}
{\displaystyle x=a(y-k)^{2}+h\,}
{\displaystyle x=ay^{2}+by+c\,}
{\displaystyle {\mbox{ahol }}a={\frac {1}{4p}};\ \ b={\frac {-k}{2p}};\ \ c={\frac {k^{2}}{4p}}+h;\ \ }
{\displaystyle h={\frac {4ac-b^{2}}{4a}};\ \ k={\frac {-b}{2a}}}.
Paraméteres egyenletek:
{\displaystyle x(t)=pt^{2}+h;\ \ y(t)=2pt+k\,}

##### Általános parabola
Általános egyenlet olyan parabolának melynek fókuszpontja F(u, v), és vezéregyenesének egyenlete
{\displaystyle n_{1}x+n_{2}y+c=0\,}
az
{\displaystyle {\frac {\left|n_{1}x+n_{2}y+c\right|}{\sqrt {{n_{1}}^{2}+{n_{2}}^{2}}}}={\sqrt {\left(x-u\right)^{2}+\left(y-v\right)^{2}}}\,}

#### Semi-latus rectum és polárkoordináták
Polárkoordináták esetén, ha a parabola fókusza az origóban van, és a csúcsa a negatív x-tengelyen helyezkedik el, az egyenlet:
{\displaystyle r(1-\cos \theta )=l\,}
ahol l a semi-latus rectum: a távolság a fókuszponttól a paraboláig a tengelyre merőleges egyenesen mérve.

### A parabola ívhossza

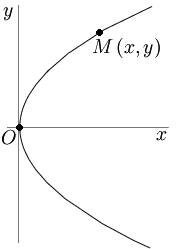
A parabola ívhossza

A parabola ívhossza az O csúcsponttól az M pontig a következő (p a parabola paramétere):
{\displaystyle OM={\sqrt {x\left({x+{\frac {p}{2}}}\right)}}+{\frac {p}{2}}{\rm {arsh}}{\sqrt {\frac {2x}{p}}}}
{\displaystyle {\frac {x}{y}}} kis értékeire érvényes a következő közelítő formula:
{\displaystyle OM\approx y\left[{1+{\frac {2}{3}}\left({\frac {x}{y}}\right)^{2}-{\frac {2}{5}}\left({\frac {x}{y}}\right)^{4}}\right]}

## Parabolatükör
Ha forgási paraboloid alakú tükör fókuszába fényforrást helyezünk, a teljes felület a fénysugarakat a tengellyel párhuzamos nyalábban fogja visszatükrözni. Ezt a tulajdonságát használják fényszórók készítésére. Fordítva, ha gyakorlatilag párhuzamos fénynyaláb a tengellyel egy irányban vetődik a parabola alakú tükör felületére, a visszavert sugarak a fókuszban találkoznak. Ha elég nagy a parabola tükör felülete, a Nap összegyűjtött sugarai képesek meggyújtani a fókuszba helyezett gyúlékony anyagot, ezért is hívják a fókuszt gyújtópontnak. A parabolatükröknek ezt a tulajdonságait napkemencék és napkazánok építésénél hasznosítják.
A mikrohullámú jelátvitel-technológiában is előszeretettel alkalmazzák, mivel egy fémből készült parabolatükör a viszonylag gyenge jelet a fókuszpontba összegyűjtve, a pontosan oda helyezett vevőfej számára megfelelő jelszintet tud produkálni. A parabolaantennák működnek oda-vissza is, azaz az irányított jelkisugárzás a fókuszpontban elhelyezett adóval lehetséges. Az igen elterjedt műholdas televíziózás során többnyire az úgynevezett offset parabola antennákat használják, csak vételre alkalmas fejjel. Ezeket az antennákat egy parabola-forgástest aszimmetrikus metszetéből formálják és nagy előnyük a prímfókuszos antennákkal szemben, hogy a vevőfej így nem árnyékolja az antenna hasznos felületét (nem középen van) és többnyire nem a Föld felé áll, elkerülve ezzel az onnan érkező zavaró jeleket. Ráadásul az antennatányér így laposabb és kisebb lehet, ami a légellenállás szempontjából fontos. A prímfókuszos antennák feje középen van, így a felerősítése egyszerűbb, de az antennának a jelforrás felé kell néznie. Nagyobb méretek esetében használják, ahol megoldott a megfelelő rögzítés és a nagy antennaátmérő miatt nem probléma a fej árnyéka a hasznos antennaterületen, ilyenek pl.: katonai légvédelmi radarok és csillagászati kutató rádiótávcsövek.

## Parabola és a fizika
A parabola nagyon sok fizikai jelenségben megtalálható. A legismertebb, hogy állandó gravitációjú térben történő vízszintes vagy ferde hajításnál a test pályája parabola. (Feltéve, hogy a közegellenállás elhanyagolható.) Ezt a jelenséget Galilei fedezte fel a 17. század elején, amikor kísérleteket végzett golyók lejtőn való legördülésével. A pálya parabola alakját később Isaac Newton az általa felállított mozgásegyenletekből levezetve magyarázta. Kiterjedt test esésekor, például műugró ugrásakor a test bonyolult mozgásokat végezhet, foroghat stb. de a test tömegközéppontja parabolikus pályán mozog. A parabola pálya, mint a legtöbb esetben itt is csak közelítés. A légellenállás torzítja a pálya alakját, de ez kis sebességeknél elhanyagolható. Nagyobb sebességeknél ez az elhanyagolás nem megengedett, a ballisztika más hatásokat is figyelembe vesz.
A kéttestproblémánál például egy kisbolygónak a Nap gravitációs tere következtében fellépő mozgása folyamán is felléphet parabola alakú pálya. Az ilyen parabola alakú pálya speciális eset, és ritkán fordul elő a természetben. A hiperbola vagy ellipszis alakú pályák sokkal gyakoribbak. A parabola alakú pálya az előbbiek határesete.
A parabola közelítést a függőhidak kábeleinek alakjánál is használják. A kifeszített kötél pontos alakja ugyan láncgörbe szerinti, de kis belógások esetén jó közelítést ad a parabolával való helyettesítés is.

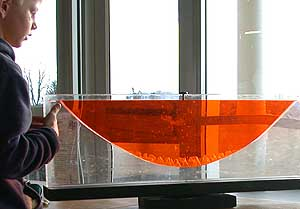
Forgó edény folyadéktükre

Forgási paraboloidok szintén gyakran előfordulnak a fizikában. A legismertebb példa a parabolikus tükör, mely fényt vagy más elektromágneses sugárzást (például rádióhullámokat) a fókuszpontba gyűjt. A parabolikus tükröt i. e. 3. században Arkhimédész találta fel, aki a legenda szerint parabolikus tükröt szerkesztett, hogy megvédje Siracusa városát a római hajóhad támadása ellen úgy, hogy a nap sugarait a római hajók fedélzetére koncentrálta, és így felgyújtotta azokat. A parabolikus tükröt a 17. században távcsövek készítésére is használni kezdték, a nagyobb csillagászati távcsövek ma is tükrös teleszkópok (a lencsének hátrányai vannak a tükörrel szemben). Ma parabolikus antennákat használnak elterjedten a mikrohullámú és a mesterséges holdakkal folytatott távközlésben.
Ha egy lapos, henger alakú tálba folyadékot öntünk, majd a tálat a függőleges tengelye körül egyenletes sebességgel forgatjuk, a folyadék a nehézségi erő és a forgás következtében kialakuló centrifugális erő együttes hatására olyan alakot vesz fel, amelynek a felszíne egy szabályos forgási paraboloid. Ezt az egyszerű jelenséget, folyadékként higanyt használva, nagy csillagászati távcsövek főtükreként is felhasználják. A tükröző felület fókusztávolsága a forgás sebességétől függ – a nagy nagyításhoz csak nagyon lapos görbület kell –, és a vízszintes folyadéktükörhöz irányítható segédtükrökkel juttatják el az égbolt megfigyelendő részletének képét. A módszer igen kényes a mechanikus rezgésekre, viszont elkerülhető vele a szilárd tükrök készítésének, csiszolásának, karbantartásának számos nehézsége, valamint a tükrök hőtágulásából eredő képtorzulás problémája.